# Simson 425-serie
De Simson 425-serie is een serie 250cc-motorfietsen die het Oost-Duitse merk Simson produceerde van 1957 tot 1961. Voor die tijd werden de motorfietsen al als AWO 425 verkocht.
In totaal meer dan 200.000 stuks

## Voorgeschiedenis
De merknaam "Simson" bestond al sinds 1933 niet meer. In dat jaar verwijderde de familie Simpson haar Joodse naam uit het bedrijf om onder de ongefundeerde aanvallen van de nationaalsocialisten uit te komen. Zij veranderden de naam in Waffen- und Fahrzeugwerke GmbH. Er werden in die tijd wapens en ook auto's geproduceerd. In 1936 werd het bedrijf onteigend en de familie Simson vluchtte naar de Verenigde Staten. NSDAP-stroman Fritz Sauckel werd eigenaar en doopte het om tot "BSW" (Berlin-Suhler Waffen- und Fahrzeugwerke). In die tijd werd de eerste lichte motorfiets gebouwd, de BSW 98. Tijdens de Tweede Wereldoorlog produceerde het bedrijf wapens onder de bedrijfsnaam "Gustloff-Werke Waffenwerk Suhl", genoemd naar de vermoorde nationaalsocialist Wilhelm Gustloff. 
| Het voorbeeld: BMW R24                               |
| AWO 425 Touring, nog met plunjervering               |
| De zijspannen werden geleverd door Stoye uit Leipzig |

### AWO 425
Na de oorlog kwam een groot aantal fabrieken in de Sovjet-bezettingszone in Duitsland terecht. Daaronder waren de Gustloff-Werke in Suhl, maar ook de DKW-fabriek in Zschopau en de BMW-fabriek in Eisenach (EMW). Ze vielen onder verantwoordelijkheid van het Sovjet-bureau Awtowelo. In Suhl, waar de meeste machines als herstelbetaling naar de Sovjet-Unie waren gebracht, werden in de eerste jaren na de oorlog zware boxermotorfietsen gemaakt, de AWO 700, die niet verder dan het prototypestadium kwamen. Men had echter ook de kennis van de BMW-motorfietsen in handen gekregen en in Eisenach werd de BMW R35 gekopieerd. Toen in 1950 de 250cc-BMW R25 verscheen, bouwde AWO de bijna identieke AWO 425. Dat was niet moeilijk, want men kon de in 1948 uitgebrachte BMW R24 als voorbeeld gebruiken. De AWO 425 werd ook in Suhl gebouwd.

## Simson 425 (Touring)
Nadat de Duitse Democratische Republiek werd opgericht, bleef Awtowelo nog enige tijd verantwoordelijk, maar van lieverlee werden de staatsbedrijven omgevormd tot een Volkseigener Betrieb. In 1952 werd de naam "Simson" weer ingevoerd in de "VEB Fahrzeug und Gerätewerk Simson, Suhl". De motorfietsen bleven echter nog steeds "AWO" heten. Toen in 1955 een sportversie verscheen, ging het oorspronkelijke model AWO 425 Touring heten. De naam 425 was samengesteld uit 4-takt en 250 cc. In 1957 veranderde de merknaam ook in "Simson". Zo ontstonden de Simson 425 Touring en de Simson 425 Sport. 

### Motor
De motor was een luchtgekoelde langsgeplaatste stoterstangen eencilinderviertaktmotor met een boring en slag van 68 mm en een cilinderinhoud van 247 cc. De brandstofvoorziening werd verzorgd door een Simson-carburateur en de ontsteking door een accu en bobine met contactpuntjes. De machine had een wet-sump-smeersysteem. De motor leverde 12 pk bij 5.500 tpm.

### Transmissie
De enkelvoudige droge plaatkoppeling zat rechtstreeks op het vliegwiel. Daarachter zat de vierversnellingsbak die voetgeschakeld was. Het achterwiel werd aangedreven door een cardanas. 

### Rijwielgedeelte
Het frame was een dubbel wiegframe met een tamelijk eenvoudige telescoopvork voor en plunjervering aan de achterkant. Voor en achter zaten trommelremmen. 

## Simson 425 Sport
Toen BMW in 1955 de BMW R26 uitbracht, die een swingarm-achtervering en daardoor ook een duozadel had, volgde AWO met de AWO 425 Sport met dezelfde technische specificaties, inclusief het grotere vermogen van 14 pk. 
In 1957 veranderde de merknaam zoals gezegd in "Simson". In 1960 werd de Simson 425 Sport herzien en steeg het vermogen naar 15,5 pk, toch nog minder dan de inmiddels uitgebrachte BMW R27, die 18 pk leverde. De Simson 425 Touring ging uit productie. 

## Zijspantrekker
Zowel de BMW R25/26/27 als de AWO/Simson 425 werden nadrukkelijk als zijspantrekker in de markt gezet. BMW werkte daarvoor samen met zijspanfabrikant Steib in Neurenberg, AWO/Simson met Stoye in Leipzig.

## Einde productie
Als in 1955 kreeg Simson de opdracht om lichtere, 50cc-bromfietsjes te gaan maken. De zwaardere 125- en 250cc-modellen werden geproduceerd door IFA (Industrieverband Fahrzeugbau) in Zschopau (het latere MZ). Dit waren allemaal goedkoop te produceren tweetaktmotoren, die ook geëxporteerd konden worden. Bij de Simson SR2E stond de "E" voor "export". De dure Simson 425-modellen konden in het buitenland niet concurreren met de BMW's en de opkomende Japanse merken en in 1962 werd de productie beëindigd. De functie van zijspantrekker ging naar de MZ-modellen, veelal met zijspannen van Velorex uit Tsjecho-Slowakije, maar soms ook nog met Stoye-zijspannen, waarvan de naam veranderde in "Superelastik" nadat het bedrijf aan MZ was toegevoegd.

## Technische gegevens Simson 425
| Simson                      | 425 (Touring)                       | 425 Sport (tot 1960)                | 425 Sport (tot 1962)                |
| --------------------------- | ----------------------------------- | ----------------------------------- | ----------------------------------- |
| Periode                     | 1957-1960                           | 1957-1959                           | 1960-1962                           |
| Productieaantal             | ca. 127.000                         | ca. 85.000                          | ca. 85.000                          |
| Categorie                   | toermotor                           | sportmotor                          | sportmotor                          |
| Motortype                   | kopklepmotor                        | kopklepmotor                        | kopklepmotor                        |
| Bouwwijze                   | langsgeplaatste staande eencilinder | langsgeplaatste staande eencilinder | langsgeplaatste staande eencilinder |
| boring in mm                | 68                                  | 68                                  | 68                                  |
| slag in mm                  | 68                                  | 68                                  | 68                                  |
| Cilinderinhoud in cc        | 247                                 | 247                                 | 247                                 |
| Max. Vermogen in pk         | 12 bij 5.500 tpm                    | 14 bij 6.300 tpm                    | 15,5 bij 6.800 tpm                  |
| Topsnelheid solo in km/h    | 100                                 | 110                                 | 110                                 |
| Topsnelheid zijspan in km/h | 85                                  | 90                                  | 90                                  |
| Aandrijving                 | cardanas                            | cardanas                            | cardanas                            |
| Rijwielgedeelte             | dubbel wiegframe, buisframe         | dubbel wiegframe, buisframe         | dubbel wiegframe, buisframe         |
| Voorvering                  | hydraulisch gedempte telescoopvork  | hydraulisch gedempte telescoopvork  | hydraulisch gedempte telescoopvork  |
| Achtervering                | plunjervering                       | swingarm                            | swingarm                            |